# オプース
オプース（希: Ὀποῦς, Opous, Opus）とは、古代ギリシア・ロクリス地方の主要都市。現在の中央ギリシャ・フティオティダ県ロクロイ市のアタランティ（Atalanti）。オポエイス（希: Ὀπόεις, Opoeis）とも言い、その名は『イーリアス』でも度々登場する。
ペルシア戦争のテルモピュライの戦いではギリシア側で戦ったが、アケメネス朝ペルシアに敗北して降伏した。
ペロポネソス戦争ではスパルタ側として戦った。

## 出身著名人
- オイレウス
- 小アイアース
- オプースのピリッポス - プラトンの直弟子の1人。『エピノミス』の著者という説も[2]。